# ایزابل کالین دافرسن
ایزابل کالین دافرسن (انگلیسی: Isabelle Collin Dufresne؛ ۶ سپتامبر ۱۹۳۵ – ۱۴ ژوئن ۲۰۱۴) یک هنرپیشه، نویسنده، و هنرمند اهل ایالات متحده آمریکا بود.
از فیلم‌ها یا برنامه‌های تلویزیونی که وی در آن نقش داشته است می‌توان به کابوی نیمه‌شب و به من ایمان داشته باش اشاره کرد.